# Jeju Air

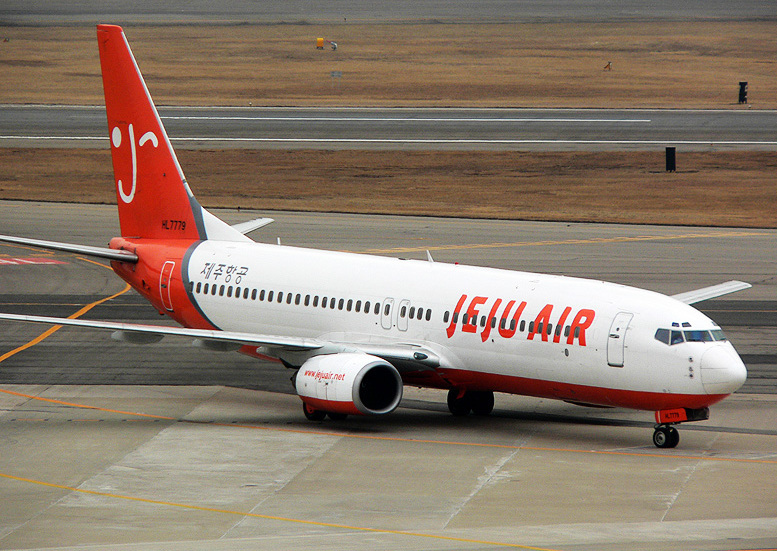
Boeing 737-800 компанії Air Jeju

Jeju Air — південнокорейська авіакомпанія, що базується в місті Чеджу. Компанія організовує регулярні рейси між островом Чеджу і континентальною частиною Кореї, а також ряд чартерних рейсів.

## Історія
Компанія була заснована в січні 2005 року, а перший рейс здійснила 2 червня 2006 року. 75 % акцій Jeju Air належить компанії Aekyung Group, а 25 % — Провінції Чеджу. 11 липня 2008 року Jeju Air виконав перший міжнародний рейс з Чеджу в Хіросіму.

## Повітряний флот
На листопад 2010 року авіакомпанії належало 8 літаків Boeing 737-800.

## Аварії та інциденти
29 грудня 2024 року Boeing 737-800  рейс 2216 авіакомпанії Jeju Air, розбився під час аварійної посадки на фюзеляж в міжнародному аеропорту Муан через поломку шасі. Літак спочатку приземлився, не зазнавши особливих пошкоджень, але в результаті врізався в бетонний бар'єр в кінці злітно-посадкової смуги, вибухнувши полум'ям. Зі 181 людини на борту підтверджено загибель 179. Вижили два бортпровідники, які були врятовані з задньої частини літака в притомному стані.